# Encarsia insulana
Encarsia insulana är en stekelart som beskrevs av Hayat 1989. Encarsia insulana ingår i släktet Encarsia och familjen växtlussteklar. Inga underarter finns listade i Catalogue of Life.